# Phyllodromica chopardi
Phyllodromica chopardi är en kackerlacksart som beskrevs av Fernandes 1962. Phyllodromica chopardi ingår i släktet Phyllodromica och familjen småkackerlackor.
Artens utbredningsområde är Spanien. Inga underarter finns listade i Catalogue of Life.